# Macrosteles pallida
Macrosteles pallida är en insektsart som beskrevs av Henry Fairfield Osborn 1915. Macrosteles pallida ingår i släktet Macrosteles och familjen dvärgstritar. Inga underarter finns listade i Catalogue of Life.